# تپه اطراف شهر سوخته ۳۳۲
تپه اطراف شهر سوخته شماره ۳۳۲ مربوط به دوره اشکانیان است و در دهستان لوتک بخش مرکزی شهرستان هامون روستای حومه شهر سوخته، ۱۲/۲۰ کیلومتری غرب پایگاه باستان‌شناسی شهر سوخته واقع شده و این اثر در تاریخ ۲۸ اسفند ۱۳۸۵ با شمارهٔ ثبت ۱۸۹۸۶ به‌عنوان یکی از آثار ملی ایران به ثبت رسیده است.